# Brabant-en-Argonne
Brabant-en-Argonne település Franciaországban, Meuse megyében. Lakosainak száma 100 fő (2022. január 1.). Brabant-en-Argonne Brocourt-en-Argonne, Clermont-en-Argonne, Dombasle-en-Argonne és Récicourt községekkel határos.

## Népesség
A település népességének változása:
| Lakosok száma | 107  | 106  | 108  | 106  | 108  | 111  | 107  | 104  | 100  |
|               | 2013 | 2015 | 2016 | 2017 | 2018 | 2019 | 2020 | 2021 | 2022 |